# Jason de Cyrène
Jason de Cyrène est un auteur juif du IIe siècle av. J.-C. Nous ne connaissons ni sa date de naissance, ni celle de son décès. Il est probablement né en Cyrénaïque. Lettré, il est en relation avec Jérusalem et semble avoir été très au fait de l'administration séleucide.
Il aurait vécu à Jérusalem au début de la révolte juive des Maccabées. De cette expérience, il a tiré un ouvrage en cinq livres sur la lutte de Judas Maccabée contre Antiochos IV et son fils Antiochos V. Cette œuvre aurait été écrite en grec, probablement à Alexandrie. Aucun exemplaire ne nous en est parvenu, mais le deuxième livre des Maccabées est présenté comme son résumé.